# Ersatzheer

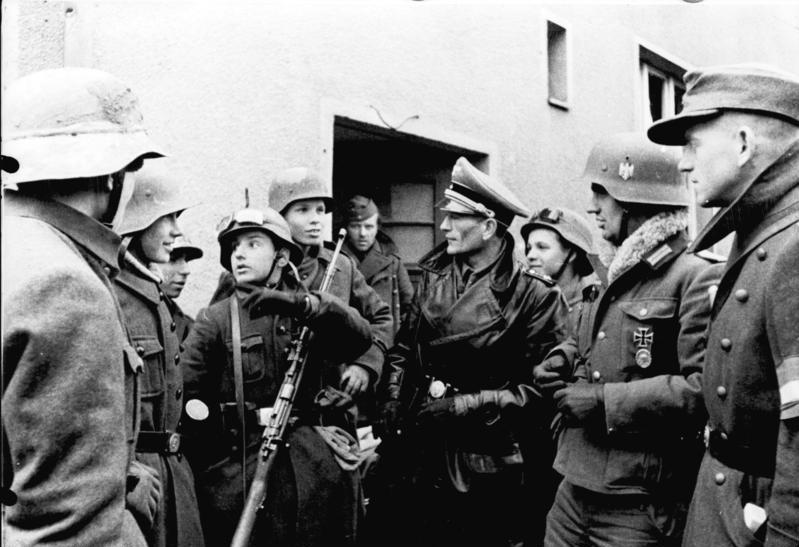
Front germano-soviétique, Poméranie, février 1945 : pour défendre la ville poméranienne de Pyritz, un officier allemand s'adresse à une unité combattante nouvellement constituée, composée de réservistes et de jeunes engagés de la Volkssturm.

L’Ersatzheer, terme allemand que l'on peut traduire par « Armée de terre de remplacement », était l'une des deux composantes de l'Armée de terre allemande (la Heer) après la mobilisation, l'autre étant la Feldheer, l'Armée de campagne (c'est-à-dire les unités combattantes). Cette division est importante pour comprendre le système de fonctionnement de la Heer durant la guerre.

## Historique
L'Ersatzheer existait déjà du temps de l'Armée impériale allemande et fut mise en place lors de la Première Guerre mondiale. Elle fut déployée sur tout le Reich et comprenait les autorités de commandement et d'administration, les unités de formation et les unités de la garde territoriale.
Au cours de la Seconde Guerre mondiale, de 1941 à 1943, l'Armée de terre de remplacement se compose de plus de deux millions de soldats cantonnés en Allemagne. Au fur et à mesure des besoins de la guerre, ces soldats sont de plus en plus engagés sur le front ou utilisés comme force d'occupation.

### Le rôle de l'Ersatzheer lors de l'attentat contre Hitler du 20 juillet 1944
Les organisateurs de l'attentat contre Hitler du 20 juillet 1944, nombreux dans l'état-major de cette armée, se sont servis de l'Armée de remplacement, mise en état d'alerte, pour s'assurer le contrôle de divers lieux stratégiques du Reich. Après l’échec de l'attentat, Adolf Hitler confie le commandement de l'Ersatzheer à Heinrich Himmler, alors qu'il vient de se voir confier l'instruction des nouvelles divisions ; Hitler juge que les officiers de l'Armée de terre ne sont plus dignes de confiance. Après un bref simulacre de commandement, Himmler est remplacé dans les faits par le SS-Obergruppenführer Hans Jüttner. Le 25 septembre 1944, est publié le décret de Hitler créant le Volkssturm, sous la direction de la Wehrmacht. Dans les heures qui suivent l'échec de la tentative de putsch, Himmler, nouveau commandant en chef de cette Armée, annule les ordres donnés par Friedrich Fromm, et peuple le commandement de l'Armée de réserve d'officiers SS, faisant de Hans Jüttner (l'un de ses subordonnés directs et futur commandant de cette Armée), son adjoint, en le nommant chef d'état-major. Dès le 21 juillet, il s'adresse aux officiers de l'Ersatzheer afin de rappeler sa conception de l'organisation de l'armée.

## La mise en place de l'Ersatzheer
À la même époque, à fin août 1939, chaque Wehrkreis est placée sous le commandement d'un militaire qui contrôle les unités de réserve, les installations « en dur » de l'armée (casernes et autres infrastructures), la conscription et le système de mise en place des unités de réserve. Ce nouveau poste de commandement du Wehrkreis est appelé : Stellvertretender Kommandierender und General Befehlshaber im Wehrkreis (commandant-adjoint et général directeur de la région militaire).
De l'autre côté, les unités d'active de l'Armée de terre sont organisées en armées (Armeen) ; c'est un nouvel échelon administratif et tactique qui n'existait pas en temps de paix. Les armées, sont à leur tour placées sous le contrôle tactique d'un groupe d'armées (Heeres-Gruppen) qui est responsable directement de la conduite des opérations militaire devant l'OKH.
Aux échelons inférieurs, chaque unité qui prend le chemin du front en 1939 laisse derrière elle dans sa région militaire d'origine une unité qui est son unité de remplacement (Ersatzeinheit). Un régiment d'infanterie, par exemple, laissera derrière en réserve, un bataillon d'infanterie de réserve portant le même numéro ; cette petite unité aura la charge d'expédier les unités nouvellement créés vers le front et quand c'est nécessaire réceptionner les unités du front lorsqu'elles celles-ci envoient par exemple ses blessés vers les hôpitaux.

### Organisation

#### Conscription
Cette fonction qui concerne les trois branches des forces armées, est supervisée par le Bureau militaire du remplacement (Wehrersatzamt) du Haut Commandement de la Wehrmacht (OKW). À partir du 2 août 1944, Himmler impulse une politique de ratissage des services administratifs de la Wehrmacht et de l'Ersatzheer, parvenant, avec Goebbels et Speer, chacun dans leurs domaines de compétences, à mobiliser près de 500 000 hommes pour le front.

#### Instruction
L'instruction de l'Ersatzheer se décompose en deux parties, une instruction militaire classique et une instruction idéologique.
La formation et l'instruction militaires, à l'exception de celle des troupes blindées, est supervisée par le général Walter Kuntze en qualité de directeur de la formation de l'Armée de remplacement (Chef des Ausbildungswesens im Ersatzheer). L'instruction des troupes blindées est contrôlée par le général Heinz Guderian en sa qualité d'inspecteur général des troupes blindées (Generalinspekteur der Panzertruppe).[réf. souhaitée]
À cette instruction militaire s'ajoute une instruction idéologique, confiée le 15 juillet à Himmler par Hitler en personne, qui le signifie brutalement à Fromm lors de l'entretien durant l'après-midi.

##### Inspections militaires
Ce sont :
- l'inspection des écoles de cadets (In1) qui sera supprimée progressivement avec la mise en place d'écoles spéciales de services (Waffenschulen) ;
- l'inspection de l'infanterie (In2) ;
- l'inspection des transports (In3) ;
- l'inspection de l'artillerie (In4) ;
- l'inspection du Génie et des fortifications (In5) ;
- l'inspection des blindés (In6) ;
- l'inspection des Transmissions (In7) ;
- l'inspection de l'Intendance (In8) ;
- l'inspection des troupes chimiques (In9) ;
- l'inspection du Génie ferroviaire (In10) ;
- l'inspection des troupes techniques (In11) ;
- l'inspection de la maintenance mécanique des moteurs (In12).

Il s'y ajoute :
- l'inspection de la médecine humaine (S)
- l'inspection de la médecine vétérinaire (V)
- l'inspection des munitions (Fz).

#### Remplacement
Le remplacement des pertes subies au front va vite devenir une fonction importante. Elle est sous la responsabilité du général Fromm qui la délègue aux districts militaires (Wehrkreis). Cependant, une décision de Hitler du 15 juillet 1944 place les nouvelles unités en cours de constitution sous le contrôle administratif de Himmler.
Dans certains cas, les unités d'instruction et de remplacement sont combinées (en Alsace et en Lorraine).

#### Compétences
Existante dès les années 1930, cette Armée se voit confier la responsabilité des prisonniers de guerre alliés, capturés depuis les premières opérations.
À la fin de l'été 1944, lors de la tournée d'inspection faite par Himmler, alors commandant en chef de l'Ersatzheer, sur le front de l'Ouest, alors que ce dernier est investi de la mission de tenir le front, dans un contexte de désertions massives, la décision de déployer des unités de l'Ersatzheer pour faire office de gendarmerie militaire, est prise afin d'empêcher les désertions de plus en plus massives.
Au fil de l'année 1944, surtout dans la seconde moitié de l'année, de vastes unités sont créées ou recréées à partir de régiments de l'Ersatzheer. Sur le front de l'Ouest, ces régiments sont amalgamés au cours des mois de novembre et décembre 1944 avec des unités du Volkssturm et de la police, afin de permettre une offensive en Alsace.

## Commandants de l'Ersatzheer
- jusqu’au 21 juillet 1944, par  le général Friedrich Fromm[a] ;
- du 21 juillet 1944 au mois d’avril 1945, par le Reichsführer-SS Heinrich Himmler et, par délégation à son Chef des Stabes des Ersatzheeres en français : « chef d’état-major de l'armée de terre de réserve », par le général SS Hans Jüttner.